# スズキ・ジェンマ
ジェンマ(英:  Gemma )とは、スズキが製造販売していたスクーターである。この項では、その派生車種も扱う。

## 概要
ヤマハ発動機のパッソル（1977年（昭和52年）発売）、本田技研工業のタクト （1980年（昭和55年）発売）の成功を受け、鈴木自動車工業（当時）が1981年（昭和56年）に日本市場で発売したのが、同社にとって初のスクーターとなったジェンマ50である。やがて、排気量を拡大したジェンマ90、別設計のジェンマ125がラインナップに加わった。これらは、英国及び豪州にRoadieの名で輸出され、オーストリアでは鈴木自動車工業と資本提携していたシュタイア・ダイムラー・プフが、プフ・リドの名で現地組立し販売された。1986年（昭和61年）に全面改良され、名称もジェンマ・クエストとなったが、1990年（平成元年）に生産終了となり、2008年（平成20年）発売のマキシ・スクーターの名称として用いられるまで、ジェンマを名乗る車輌は一旦途絶えることとなった。

## ジェンマ50
スタンダード CS50
デラックス CS50D
スーパーデラックス CS50DG
カスタム CS50DC
1981年（昭和56年）3月、「ジェンマ50」が日本市場で発売された。当初のグレードは、キックスタータで電装が6Vのスタンダード、セルフスタータで電装が12Vのデラックス、キー付のセンターボックスが備なわるスーパーデラックスの３種であったが、1982年（昭和57年）3月に燃料タンク容量を増やすなどされたカスタムが追加された。1984年（昭和59年）に最高出力を3.5psから5.0psに向上させるなどの一部改良が行われた。後述のジェンマ・クエスト50の発売（1986年（昭和61年））まで販売され、開始車台番号はCS50-100001。
主要諸元（1981年型CS50DG）
- エンジン：強制空冷単気筒2ストローク49cc[11]
- 最高出力：3.5ps/5500rpm[12]
- 乾燥重量：65kg[11]
- 変速機形式：常時嚙合式オートマチック3段[13]
- フレーム形式：パイプレス合成アンダーボーン[14]
- 懸架方式（前）：片持ちボトムリンクフォーク[15]
- 標準現金価格：139,000円[注 1][16]

## ジェンマ125

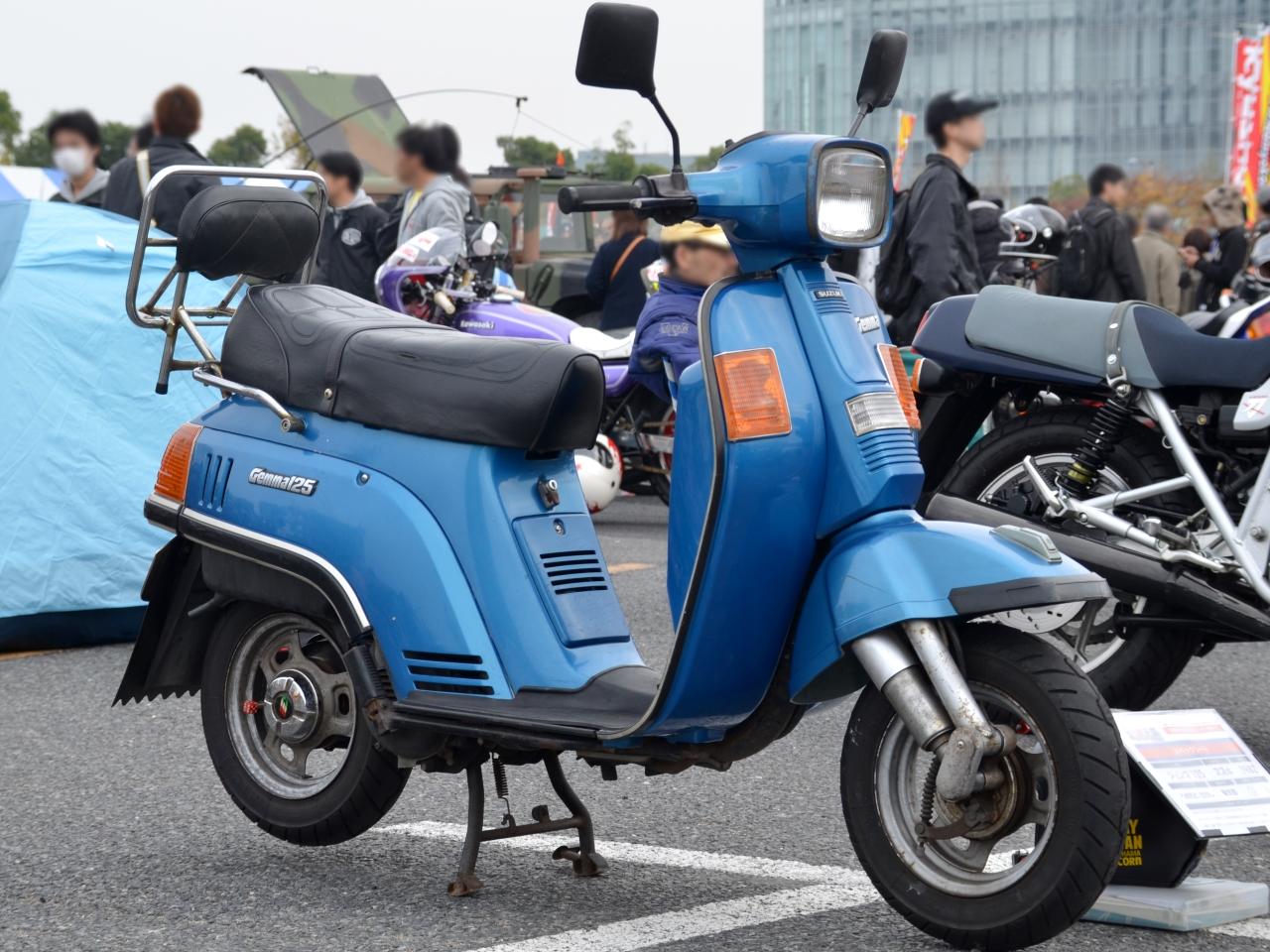
ジェンマ125 CS125D

デラックス CS125D
デラックス（セパレートシート仕様）CS125S
鈴木自動車工業は、1981年（昭和56年）10月に開催された第24回東京モーターショーでジェンマ125を世界初公開した。ジェンマ50とは別設計で、名称とイタリア製スクーターに酷似した外観だけが共通点だった。1982年（昭和57年）9月16日に日本市場で発売され、「ダブルシート（2人乗り用）」のスズキCS125Dと「タンデムシート（ビジネスユース用）」のスズキCS125Sの2種があった。名称及び形式はスズキCF41A、開始車台番号はCF41A-100001、日本国運輸省型式認定番号はll-1446だった。1987年（昭和62年）に販売終了となり、このクラスの鈴木自動車工業製スクーターの日本国内販売は、1998年（平成10年）発売のアドレス110まで途絶えることとなる。
主要諸元（1982年型CS125D）
- エンジン：強制空冷単気筒4ストロークSOHC2バルブ124cc[19][21]
- 最高出力：8ps/7500rpm[21]
- 乾燥重量：92kg[22]
- 変速機形式：常時嚙合式オートマチック3段[20]
- フレーム形式：パイプアンダーボーン[23]
- 懸架方式（前）：片持ちボトムリンクフォーク
- 標準現金価格：239,000円[注 1][17]

## ジェンマ80
CS80DC
ジェンマ50のエンジンを79ccに拡大し、2名乗車可能とした。1983年（昭和58年）3月に日本市場で発売され、後述のジェンマ・クエスト90の発売（1986年（昭和61年））まで販売された。商品呼称はスズキCS80、名称及び形式はスズキCC11A、開始車台番号はCC11A-100001だった。
主要諸元（1983年型CS80DC）
- エンジン：強制空冷単気筒2ストローク79cc[24]
- 最高出力：6.7ps/6500rpm[24]
- 乾燥重量：73kg[25]
- 変速機形式：常時嚙合式オートマチック3段[24]
- フレーム形式：パイプレス合成アンダーボーン[25]
- 標準現金価格：174,000円[注 1][25]

## Roadie
CS50Z
CS50DZ
CS50D
CS50DD
CS50GD
CS80CD
CS80LD
CS125D
CS125D(E22)

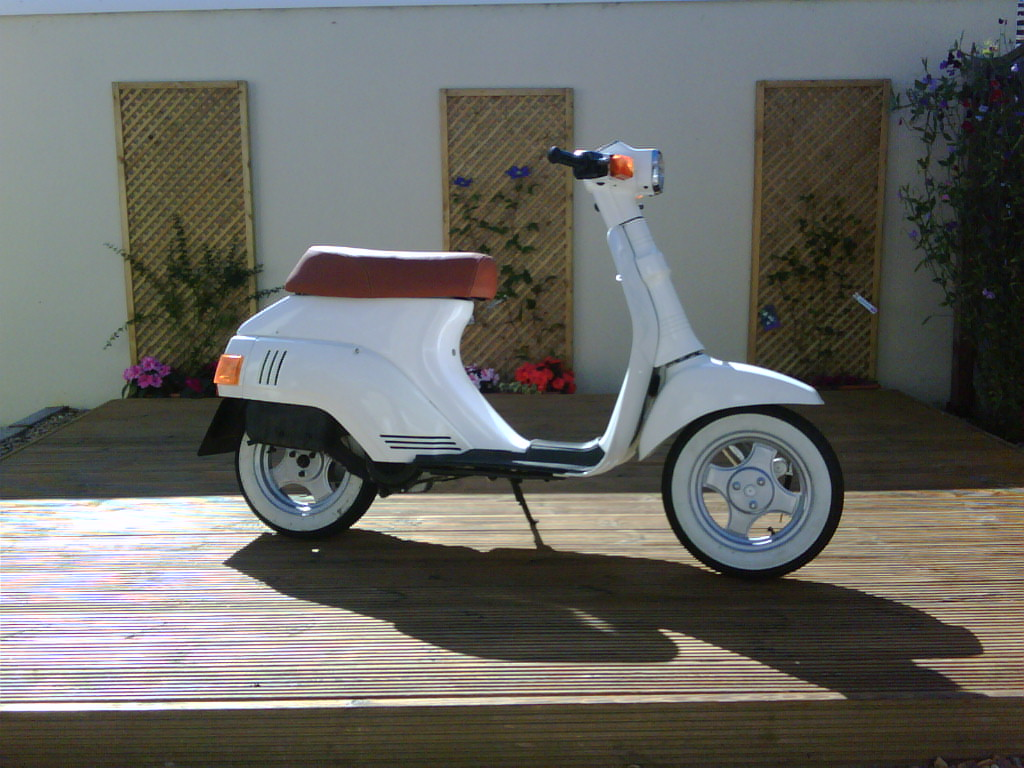
CS50DD Roadie

鈴木自動車工業は英国および豪州に、1982年からジェンマ50を、1983年からジェンマ80及びジェンマ125を、Roadieの名で1988年まで輸出販売した。開始車台番号はCS50Z及びCS50DZがCC11A-290164、CS50D、CS50DD及びCS50GDがCC11A-321315、CS80CD及びCS80LDがCC11A-100001
、CS125DがCF41A-100001、CS125D(E22)がCF41B-100001だった。

## Lido
SL 50
SE 80
CD 125
鈴木自動車工業と資本提携していたオーストリアのシュタイア・ダイムラー・プフ（(独: Steyr Daimler Puch）は、1982年からジェンマ80、1983年からジェンマ125及びジェンマ50を、プフ・リド（(独: Puch Lido）の名で現地組立しオーストリアと西ドイツで販売した。

## ジェンマ・クエスト50
CS50DC-2
1986年（昭和61年）2月3日、鈴木自動車工業はジェンマ50を全面改良し、ジェンマ・クエスト50として日本市場で発売した。商品呼称はスズキCS50DC-2、名称及び形式はスズキA-CA1AA、開始車台番号はCA1AA-100001。1991年（平成3年）まで販売された。
主要諸元（1986年型 CS50DC-2）
- エンジン：強制空冷単気筒2ストローク49cc[30]
- 最高出力：6.5ps/6500rpm[30]
- 乾燥重量：60kg[30]
- 変速機形式：Vベルト無段変速[30]
- フレーム形式：パイプアンダーボーン[14]
- 発売当時価格：139,000円[注 1][29]

## ジェンマ・クエスト90
CS90DC
1986年（昭和61年）9月20日、鈴木自動車工業はジェンマ・クエスト50の排気量を82ccに拡大し、2名乗車可能としたジェンマ・クエスト90を日本市場で発売した。商品呼称はスズキCS90DC、名称及び形式はスズキCD13A、開始車台番号はCD13A-100001。1991年（平成3年）まで販売された。
主要諸元（1986年型CS90DC）
- エンジン：強制空冷単気筒2ストローク82cc[32]
- 最高出力：7.2ps/6500rpm[32]
- 乾燥重量：67kg[32]
- 変速機形式：Vベルト無段変速[32]
- フレーム形式：パイプアンダーボーン[25]
- 発売当時価格：176,000円[注 1][31]

## ジェンマ
UL250K8
UL250UK8
スズキは、2007年（平成19年）10月に開催された第40回東京モーターショーで、参考出品車として250ccのスクーター「Gemma」を世界初公開、その後2008年（平成20年）3月開催の第35回東京モーターサイクルショーでの展示を経て、同年7月28日にジェンマ（UL250）として日本市場で発売した。2人乗りのためのデザインにしたとされ、同排気量のスカイウェイブと差別化をはかられた。
フロントからリヤにかけて弧を描く流線型のデザイン、運転席と後部席との段差が少ないフルフラットシート、車体色と同色のマフラーカバーなどにより、新しい大型スクーターのスタイリングを実現した。しかし、その独特のリヤ周りの形状が海外市場の規定に適合せず、日本市場専用となった。
エンジンは249cc水冷DOHC4バルブエンジンを搭載し、リンク式リヤサスペンションや、フロント14インチ、リヤ13インチの大径タイヤを採用した。
車体色はマジェスティックゴールドメタリック、パールミラージュホワイト、スモーキーシルバーメタリック、ソリッドブラック及びソリッドスペシャルホワイトNo.2の5色とされ、そのうちソリッドブラック塗装車は同年8月下旬、スモーキーシルバーメタリック及びソリッドスペシャルホワイトNo.2塗装車は同年9月中旬と、少し遅れての発売とされた。
価格は、ソリッドブラック塗装車及びソリッドスペシャルホワイトNo.2塗装車が消費税込670,950円、マジェスティックゴールドメタリック塗装車、パールミラージュホワイト塗装車及びスモーキーシルバーメタリック塗装車が消費税込681,450円であった。
同年8月から3か月間をかけて、日本国内5都市で「ジェンマ体験試乗会」が数十回開催された。
2009年（平成21年）、4色目となる新色「パールミラレッド」を追加設定し、同年4月24日から発売した。価格は消費税込681,450円であった。この新色の追加設定にあわせて、同年3月1日から同年6月14日まで間、「ジェンマキャラバン2009」と称した展示会を日本国内主要都市で開催した。
2009年（平成21年）1月開催の東京オートサロンで、後部シート部を収納付きシートカウルに換装した「ジェンマコンセプト」を展示した。
2009年（平成21年）3月開催の第36回東京モーターサイクルショーで、フルフェイスを収納できる「トップケース」をリアシート後部に取り付けた「ジェンマトップケース仕様車」を参考出品された。
スズキ二輪は直営店舗スズキワールド全30店舗にて、ジェンマの独自塗装車の受注を2011年（平成23年）9月から始めた。ライムグリーンメタリック、ターコイズブルーメタリック及びイエローメタリックと称する3色で、各色限定10台とされ、価格は塗装料金として消費税込31,500円を上乗せした消費税込712,950円だった。
2012年（平成24年）3月開催の第36回東京モーターサイクルショーでは、カラー提案モデルとして3台のジェンマが参考出品された。それぞれ、夜明け前の海のような限りなく黒に近い蒼をイメージした「Gentle×Naughty」、オペラハウスの舞台幕のベルベットのような質感の赤「Elegant×Avant-garde」、英国のクラシックな戦闘機のような無骨さと気品を併せ持つ緑「Military×Traditional」と名付けられた塗色を纏っていた。
2012年（平成24年）8月11日、塗色を大幅に変更し「再発売」された。既存のパールミラレッド塗装車に、新色となるサンダーグレーメタリック/フォックスオレンジメタリック塗装車、パールグレッシャーホワイト塗装車及びマットステラブルーメタリック塗装車を加え全4色とした。価格は消費税込681,450円。
生産終了は2013年（平成25年）。

### リコール
- 2010年（平成22年）2月15日に日本国国土交通大臣に、前照灯の製造工程が不適切なため、走行用前照灯とすれ違い用前照灯の照射角度差が大きいものがあり、前照灯の照射位置が保安基準を満足しない恐れがあるとして[66]、リコールの届出がされた[67][68]。対象となるのは、2008年（平成20年）7月18日から2009年（平成21年）5月8日に製作された車台番号がCJ47A-100068からCJ47A-104847までの内の4,774台[67]。

- 2016年（平成28年）1月14日に日本国国土交通大臣に、整流器において、パワーモジュール（電力用複合素子）製造時の吸湿管理が不適切なため、長時間のアイドリング後にエンジンを高回転で持続した場合、冷却フィン付きケースとパワーモジュールの接着が剥がれ、パワーモジュール内部の整流素子の温度が、耐熱温度以上に上昇し、発電電流の制御ができなくなるものがある。そのため、そのまま使用を続けると、バッテリが充電不足となり、最悪の場合、走行中にエンジンが停止して再始動できなくなるおそれがあるとして、リコールの届出がされた[69][70]。対象となるのは、2008年（平成20年）7月18日から2009年（平成21年）5月8日に製作された車台番号がCJ47A-100068からCJ47A-104847までの内の4,759台[71]。

## 脚註

### 註釈
1. 1 2 3 4 5  発売当時は日本国の間接税（物品税）の課税対象ではなかった。
2. ↑  日本国の第二種原動機付自転車（甲）に該当する車種。
3. ↑  プフ・リドが発売された当時、プフ（独: Puch）は、シュタイア・ダイムラー・プフの二輪・ATV部門の商標だった[27]。この商標は1987年にピアッジオに売却された[28]。
4. 1 2  バイクブロスの記事には生産終了は2012年（平成24年）とあるが[43]、スズキのウェブ・ページ『SUZUKI DIGITAL LIBRARY』に掲載の諸元表には2008年型から2013年型までの諸元が記載されている[44]。また、WEBミスターバイクの記事では2012年（平成24年）8月11日発売のモデルを「2013年モデル」として紹介している[39]。スズキ正規取扱店のSBS-SHIMURA志村輪業はウェブログでは、2013年（平成25年）8月の時点でメーカーにまだ在庫があると記している[45]。
5. ↑  2008年（平成20年）7月7日に開催されたジェンマの発表会に登壇した守谷安則はチーフエンジニアとして紹介された[46]。
6. ↑  60km/h定地走行テスト値。
7. 1 2 3 4 5  日本国の間接税（地方消費税1％を含む消費税）の税率は、1997年（平成9年)）から2014年（平成26年）の間、5％であった[53]
8. ↑  第40回東京モーターショーに出品されたGemmaは、市販されたジェンマとは全長、全幅及び全高などが異なる[54]。